# Cultura de Púchov
La cultura de Púchov fue una cultura arqueológica  así llamada por los hallazgos en Púchov-Skalka en Eslovaquia. Probablemente se relacionara con las tribus celtas de los cotini o anartes. Se extendía en el norte y centro de Eslovaquia y podría haber llegado a las regiones circundantes entre el siglo II a. C. y el siglo I d. C.
La cultura sucedió a la cultura lusaciana y fue influida por los ilirios, celtas, los dacios y por el principio de la era cristiana. Las poblaciones se ubicaban en cerros cerca de cursos de aguas siendo el principal centro religioso, económico y político conocido Havránok, famoso para sus rastros de sacrificios humanos. 
Con las expansiones tribales germánicas y dacias de a principios de la era Común, la cultura de Púchov comenzó a declinar. Los asentamientos disminuyeron y parecen haber sido asimilados por los dacios y otras tribus que migraron a la región.